# The Granstream Saga
The Granstream Saga (グランストリーム伝記, Guransutorīmu Denki) é um RPG de ação para PlayStation. O jogo foi o primeiro título 3D desenvolvido pela Shade, uma equipe de desenvolvimento dentro da Quintet liderada pelo designer gráfico Kouji Yokota. É um sucessor espiritual pretendido para seus títulos anteriores do Super Nintendo, Soul Blazer e Terranigma (envolvendo Tomoyoshi Miyazaki e Masanori Hikichi).
O Granstream Saga é elogiado como um dos primeiros RPGs totalmente poligonais, em oposição ao uso de personagens poligonais com planos de fundo pré-renderizados, ambientes poligonais com sprites em escala ou outras combinações. O jogo apresenta cutscenes no estilo anime da Production I.G. Também é um tanto incomum que os personagens que o jogador encontra no jogo não tenham rosto.

## Jogo
A jogabilidade consiste em exploração e narrativa de RPG de cima para baixo. Quando confrontado ou emboscado por um inimigo, o ângulo da câmera muda para um ângulo de 45 graus e o jogo de combate começa. A jogabilidade de combate consiste em batalhas um contra um em tempo real, em oposição ao tradicional combate RPG baseado em turnos. No combate em tempo real, o jogador utiliza várias armas e habilidades, como espadas, adagas, machados, martelos de guerra e vários feitiços. Quando não estão em combate, eles passam muito tempo explorando, ganhando novas armas e armaduras e conversando com muitos personagens dos diferentes continentes.

## História
O jogo se passa após uma curta sequência animada em que Eon e Valos cortam uma seção de terra de Shilf. Depois de descobrir que um menino desapareceu, Valos realiza uma mágica de localização para encontrar o menino em um antigo cemitério. O espírito do Homem Sábio fala com Eon aqui, e pede a ele para encontrar e ajudar sua filha, Arcia, a usar o Orb e recitar o verso de levantamento para erguer a terra. Juntos, eles têm como objetivo elevar também os outros continentes e partem em uma jornada.

## Recepção
Após o lançamento, a GamePro avaliou o jogo em 5 de 5, afirmando que é "um dos novos RPGs mais divertidos do ano", elogiando seu enredo intrigante, inimigos e ação de luta frenética. Eles consideraram as "locuções durante a maioria das cenas cortadas" como "destaques de áudio" e concluíram sua mistura de "elementos clássicos de RPG (resolução de quebra-cabeças, feitiços, salvando a humanidade) com os elementos dos gêneros Ação e Luta" tornaram-o uma aventura divertida e desafiadora.
A Next Generation analisou a versão do jogo para PlayStation, classificando-a com duas estrelas em cinco. Eles consideraram o jogo mediano e inferior a outros títulos como Final Fantasy, Suikoden da Konami, ou Breath of Fire da Capcom.
O jogo deteve uma pontuação média de 66% na GameRankings, com base em um agregado de 9 comentários. A THQ era a publicante americana do jogo e seu trabalho com a dublagem da versão em inglês no jogo foi criticado em críticas retrospectivas. A Hardcore Gaming 101 deu uma revisão retrospectiva positiva, comentando seu sistema de combate, história e apresentação.